# Warszawska Kolej Dojazdowa
Warszawska Kolej Dojazdowa (Chemin de Fer suburbain de Varsovie, WKD) est une ligne ferroviaire de la capitale polonaise Varsovie. La ligne ainsi que ses deux branches relie Varsovie avec les villes de Michałowice, Pruszków, Brwinów, Podkowa Leśna, Milanówek et Grodzisk Mazowiecki, situées dans le sud-ouest de Varsovie.

## Histoire
La ligne est ouverte le 11 janvier 1927 sous le nom de Elektryczna Kolej Dojazdowa (Chemin de fer suburbain électrique, EKD) par l'entreprise privée de production d'électricité Siła i Światło (pl) (Force et lumière) créée après l'indépendance de 1918. La ligne est exploitée initialement par des rames de type tramway EN80 (pl) construites par English Electric (20 motrices et 20 remorques) aptes à 70 km/h. Cette ligne a été la première ligne de chemin de fer électrifiée en Pologne (600 V continu).
Le réseau se développe en 1932 en prolongeant la ligne entre Warszawa Szczęśliwice et Warszawa Włochy EKD de 1932 puis en 1936 par la construction d'une antenne vers Milanówek.
Après la seconde guerre mondiale, la compagnie est nationalisée en 1947 et la ligne est transférée aux PKP (Chemins de fer de l'État Polonais) en 1951. Son nom actuel date de cette époque.
En 1972, le tronçon urbain dans Grodzisk est supprimé et le matériel roulant d'origine est remplacé par des rames EN94 construites par Pafawag.
Le 1er février 1994, l'exploitant redevient un opérateur indépendant des PKP, dans le cadre du projet de restructuration des PKP. Le 1er juillet 2001, l'opérateur prend une nouvelle forme juridique, et devient une filiale des PKP. En 2004, la ville de Varsovie, la voïvodie de Mazovie et les six municipalités servies par la ligne décident de racheter l'opérateur. Le transfert définitif est réalisé le 13 août 2008.
Après s'être fait livré un exemplaire de rame de type E95 en 2004, le WKD reçoit finalement 14 rames de type E97 (Pesa 33WE) en 2012, aptes également à la tension de 3 000 V. En mai 2016, le réseau est converti à la tension électrique de 3 000 V.